# Campionato di calcio della Repubblica Socialista Sovietica d'Estonia 1971
Il Campionato di calcio della Repubblica Socialista Sovietica d'Estonia 1971 era la massima divisione del campionato estone ed era un campionato regionale sovietico. La vittoria finale andò al Tempo Tallinn che vinse il secondo titolo della sua storia.

## Formula
Era formato da dodici squadre: ogni formazione si incontrava le altre in gironi di andata e ritorno, per un totale di 22 incontri. Erano previsti due punti per la vittoria e uno per il pareggio. Dopo la fine del girone di andata il Kaevur Jõhvi Kohtla-Järve si ritirò.

## Classifica finale
|    | Classifica finale         | G  | V  | N | P  | GF | GS | Dif | Pt |
| -- | ------------------------- | -- | -- | - | -- | -- | -- | --- | -- |
| 1  | Tempo Tallinn             | 21 | 12 | 6 | 3  | 38 | 17 | +21 | 30 |
| 2  | Dünamo Kopli              | 21 | 12 | 5 | 4  | 39 | 25 | +14 | 29 |
| 3  | Start Tallinn             | 21 | 11 | 6 | 4  | 31 | 25 | +6  | 28 |
| 4  | Norma Tallinn             | 21 | 9  | 7 | 5  | 34 | 15 | +19 | 25 |
| 5  | Dvigatel Tallinn          | 21 | 10 | 5 | 6  | 31 | 21 | +10 | 25 |
| 6  | Kreenholm Narva           | 21 | 8  | 7 | 6  | 31 | 20 | +11 | 23 |
| 7  | Lokomotiv Valga           | 21 | 8  | 7 | 6  | 22 | 23 | -1  | 23 |
| 8  | Keemik Kohtla-Järve       | 21 | 7  | 6 | 8  | 22 | 20 | +2  | 20 |
| 9  | BLTSK                     | 21 | 8  | 1 | 12 | 35 | 34 | +1  | 17 |
| 10 | Tekstiil Tallinn          | 21 | 4  | 5 | 12 | 26 | 37 | -11 | 13 |
| 11 | Kalev Pärnu               | 21 | 3  | 2 | 16 | 24 | 58 | -34 | 8  |
| 12 | Kaevur Jõhvi Kohtla-Järve | 11 | 0  | 1 | 10 | 5  | 43 | -38 | 1  |

G = Partite giocate; V = Vittorie; N = Nulle/Pareggi; P = Perse; GF = Goal fatti; GS = Goal subiti; Dif = differenza reti; 